# Pterocerina fenestrata
Pterocerina fenestrata är en tvåvingeart som beskrevs av Friedrich Georg Hendel 1909. Pterocerina fenestrata ingår i släktet Pterocerina och familjen fläckflugor. Inga underarter finns listade i Catalogue of Life.